# Silvã de Cima
Silvã de Cima é uma povoação portuguesa sede da Freguesia de Silvã de Cima do Município de Sátão, freguesia com 6,63 km² de área e 425 habitantes (censo de 2021), tendo, por isso, uma densidade populacional de 64,1 hab./km².
Silvã de Cima foi vila e sede de concelho até ao início do século XIX. Este era constituído apenas pela freguesia da sede e tinha, em 1801, 283 habitantes.

## Demografia
A população registada nos censos foi:
| Distribuição da População por Grupos Etários | Distribuição da População por Grupos Etários | Distribuição da População por Grupos Etários | Distribuição da População por Grupos Etários | Distribuição da População por Grupos Etários |
| -------------------------------------------- | -------------------------------------------- | -------------------------------------------- | -------------------------------------------- | -------------------------------------------- |
| Ano                                          | 0-14 Anos                                    | 15-24 Anos                                   | 25-64 Anos                                   | > 65 Anos                                    |
| 2001                                         | 81                                           | 82                                           | 241                                          | 145                                          |
| 2011                                         | 53                                           | 45                                           | 210                                          | 147                                          |
| 2021                                         | 39                                           | 46                                           | 206                                          | 134                                          |

## Património
- Pelourinho de Silvã de Cima